# 2,6-二叔丁基吡啶
2,6-二叔丁基吡啶是一种有机化合物，化学式为tBu2C5H3N，其中tBu为叔丁基。它是无色的油状液体，是具有位阻的有机碱。例如，它可以质子化，但不能和三氟化硼形成加合物。
它可由叔丁基锂和吡啶的反应制得。在钯催化下，它可以和氢气反应，得到2,6-二叔丁基哌啶。